# Yabisi
Yabisi es un género de arañas araneomorfas de la familia Hersiliidae. Se encuentra en Norteamérica y las Antillas.

## Lista de especies
Según The World Spider Catalog 12.0:
- Yabisi guaba Rheims & Brescovit, 2004
- Yabisi habanensis (Franganillo, 1936)